# Giraffomorpha
Giraffomorpha — клада жуйних тварин, що включає надродини Palaeomerycoidea (Palaeomerycidae) і Giraffoidea (Giraffidae, Prolibytheriidae та Climacoceracidae), з яких жирафи та окапі Giraffidae є єдиними збереженими представниками колись різноманітної клади в результаті зменшення популяції у різноманітності після міоцену в результаті зниження температур. Клада визначається наявністю осиконів, що свідчить про те, що ця особливість була розроблена в результаті базової, спорідненої еволюції між двома надродинами, а не як приклад паралельної еволюції. Для Giraffomorpha також характерна відсутність суглобових ямок (заглиблень) у III-IV плеснових кістках.
Положення жирафоморфів Propalaeoryx міоцену Африки та острівного Sardomeryx міоцену Сардинії остаточно не з’ясовано, але нещодавно припущено, що вони належать до Palaeomerycoidea, а не до родини Palaeomerycidae.